# Министерство транспорта Казахстана
Министерство транспорта Республики Казахстан (каз. Қазақстан Республикасының Көлік министрлігі) — центральный исполнительный орган Республики Казахстан, осуществляющий руководство в сферах железнодорожного, автомобильного, внутреннего водного транспорта; торгового мореплавания; в области использования воздушного пространства Республики Казахстан и деятельности гражданской и экспериментальной авиации; естественных монополий в области услуг аэронавигации и аэропортов; общественно значимых рынков в области услуг аэропортов; автомобильных дорог.
1 сентября 2023 года Указом Президента РК Касым-Жомарта Токаева Министерство индустрии и инфраструктурного развития было реорганизовано путем его разделения на Министерство транспорта Республики Казахстан и Министерство промышленности и строительства Республики Казахстан.

## Структура
В состав министерства входят следующие ведомства:
- Комитет железнодорожного и водного транспорта
- Комитет автомобильного транспорта и транспортного контроля
- Комитет гражданской авиации
- Комитет автомобильных дорог
- Департамент по расследованию происшествий и инцидентов на транспорте
- Департамент транспортной политики
- Департамент финансов и корпоративного управления
- Департамент стратегического планирования и проектного управления
- Департамент цифровизации и государственных услуг
- Департамент международного сотрудничества
- Департамент административной работы
- Юридический департамент
- Департамент кадровой службы
- Департамент документооборота

## Министры
Министерство, начиная со дня образования, возглавляли 2 человека:
| № | Ф.И.О.            | Дата начала и окончания работы на посту |
|   | Н. Исингарин      | - (фев. 91 — июнь 94)                   |
| 1 | Марат Карабаев    | 2 сентября 2023 — 8 июня 2025           |
| 2 | Нурлан Сауранбаев | с 30 июня 2025                          |